# Screaming for Vengeance
Screaming for Vengeance é o oitavo álbum de estúdio da banda de heavy metal, Judas Priest, lançado em 17 de Julho de 1982 pela Columbia Records. Após o seu lançamento, tornou-se a sua produção de maior sucesso comercial no mundo, com mais de dois milhões de cópias vendidas só nos Estados Unidos. 
Segundo alguns críticos é o álbum que capitaliza o sucesso comercial da banda, que teve inicio em British Steel. Portanto, é considerado um dos melhores álbuns de Heavy metal da década de 80, sendo frequentemente citado em diversas listas de melhores álbuns de metal de todos os tempos, como na revista IGN , que o colocou na posição 15, dos 20 álbuns mais influentes do metal. Em 2017, foi eleito o 12º melhor álbum de metal de todos os tempos pela revista Rolling Stone.
Em 2001, foi remasterizado com duas faixas bônus; "Prisoner of Your Eyes" gravadas durante as sessões do Turbo e uma versão ao vivo de  "Devil's Child", gravada em Memphis, em 1982. Como celebração do seu 30º aniversário de lançamento, em 2012 foi lançada uma edição especial que incluía seis cancões adicionais, junto com um DVD do show da banda ao vivo realizada no US festival, em 1983.

## Gravação
Entre setembro e outubro de 1981, a banda foi para Ibiza Studios na Espanha, onde escreveram e gravaram muitas cancões com o plano de lançarem um novo álbum no início de 1982, que seria chamado apenas de Screaming. No entanto, embora as as gravações estivessem prontas, a banda e o produtor Tom Allom, não estavam satisfeitos e decidiram retomar o processo de gravação após uma segunda série de shows na Europa, como parte da turnê World Wide Blitz Tour.
Em janeiro de 1982, voltaram a trabalhar com as músicas gravadas: algumas foram mixadas e outras descartadas. De acordo com Glenn Tipton, em uma entrevista para a Guitar Player, em 1983, eles descartaram quatro ou cinco músicas, pois haviam escrito cinco melhores que poderiam substituí-las.
Em abril do mesmo ano, todas as músicas - com exceção de uma - foram mixadas na Beejay Recording Studios em Orlando, Flórida e em Bayshore Recording Studios em Coconut Grove, Miami.
Em entrevista à Classic Rock Revisited, Ian Hill em 2002, disse que no momento da mixagem das músicas, descobriram por acidente, uma fita demo de"You've Got Another Thing Comin'", que em poucas horas regravaram nos estúdios Beejay Recording  e a acrescentaram no ultimo minuto à lista de músicas.

## Lançamento e promoção
Foi lançado oficialmente em 17 de julho de 1982, no Reino Unido pela CBS Records e alguns dias depois chegou ao décimo primeiro lugar na lista UK Albums Chart. Na mesma data, foi lançado nos Estados Unidos pela Columbia Records onde alcançou a posição dezessete na Billboard 200. Apenas dois meses após os seu lançamento vendeu mais de um milhão de cópias nos Estados Unidos, e até 2001 suas vendas ultrapassaram os dois milhões de cópias no pais, o equivalente a dois discos de platina. Até o dia, é a maior produção em venda da banda  em todo o mundo.
Para promovê-lo três músicas foram lançadas como single. O primeiro foi "You've Got Another Thing Comin", que alcançou a posição sessenta e seis  na UK Singles Chart e que também se tornou seu single de maior sucesso nos Estados Unidos, alcançando a quarta posição na Mainstream Rock Tracks e a sexagésima sétima posição na Billboard Hot 100, se tornando o único single da banda a entra nesta lista norte-americana. Enquanto em outubro foi liberado "(Take These) Chains"  mas apenas na Europa e Japão. E por último, lançaram Electric Eye que alcançou a trigésima oitava posição na Mainstream Rock Tracks dos EUA.
Enquanto isso, em agosto do mesmo ano, eles começaram sua turnê promocional, Vengeance World Tour, que durou cerca de sete meses e os levou paras as principais cidades estadunidense. Durante a extensa turnê no país, a banda contou com Iron Maiden, Uriah Heep, Krokus, entre outros como artista convidados.

## Capa
Após a decepcionante capa de Point of Entry, a banda procurou outro artista para criar a a capa do álbum e decidiu trabalhar com Doug Johnson. O conceito artístico foi  do próprio grupo.O caráter é um pássaro de metal chamado The Hellion, que também é o nome da música que abre o disco.  O desenho do pássaro foi trabalho de Johnson, enquanto o design da capa foi criada pelo diretor artístico  de Columbia, John Berg, que voltou a usar o design 3D do logotipo criado no disco anterior.
Para contar uma breve história da ave, na contracapa aparece o seguinte trecho :
"De uma terra desconhecida e através dos céus distantes, veio um guerreiro alado. Não havia nada de sagrado, ninguém estava a salvo de The Hellion, que proliferava seu grito de batalha... gritando por vingança."

## Celebração do 30º   Aniversário
Em 03 de setembro de 2012, uma edição especial do álbum pelo seu  30º aniversário de lançamento foi lançado. Esta edição inclui seis cancões adicionais; seis delas ao vivo, gravadas em San Antonio, Texas, em 1982, e uma dela grava em Memphis no mesmo ano, e "Prisioner Of Your Eyes", gravada durante as sessões de Turbo e que já havia sido incluída na remasterização de 2001. A edição também contou com um DVD do show no US Festival, realizado em 29 de maio de 1983, conhecido com O Dia do Heavy Metal.

## Versões
Com o passar dos anos várias de suas músicas foram versionadas, tanto para álbuns tributos como para suas próprias produções. Uma de suas música mais versionadas é Electric Eye e as vezes tocada junto com The Hellion, como por exemplo, Helloween, que a gravou para seu álbum, The Time of the Oath e mais tarde apareceu em seu disco, Treasure Chest. Outros artistas que também a gravaram são Godsmack, Benediction, Jani Lane e As I Lay Dying, entre outros.
Outras músicas como "Screaming for vengeance" foi versionada por Sepultura, Iced Earth, Virgin Steele. " You've Got Another Thing Comin " interpretada por Saxon, Doro Pesch, Vital Remains, entre outros. Por fim,"Bloodstone" foi versionada por Stratovarius para seu álbum de compilações Intermission.

## Faixas
Todas as faixas escritas e compostas por Glenn Tipton, Rob Halford e K.K. Downing, exceto a música "(Take These) Chains". 
| N.º | Título                                    | Duração |  |
| 1.  | "The Hellion" (Instrumental)              | 0:41    |  |
| 2.  | "Electric Eye"                            | 3:39    |  |
| 3.  | "Riding on the Wind"                      | 3:07    |  |
| 4.  | "Bloodstone"                              | 3:51    |  |
| 5.  | "(Take These) Chains" (Bob Halligan, Jr.) | 3:07    |  |
| 6.  | "Pain and Pleasure"                       | 4:17    |  |
| 7.  | "Screaming for Vengeance"                 | 4:43    |  |
| 8.  | "You've Got Another Thing Comin'"         | 5:09    |  |
| 9.  | "Fever"                                   | 5:20    |  |
| 10. | "Devil's Child"                           | 4:48    |  |

| Faixas Bônus (Remaster, 2001) | |         |  |
| N.º                           | Título                                                                                              | Duração |  |
| 11.                           | "Prisoner of Your Eyes" (Gravado durante as sessões do disco Turbo, 1985)                           | 7:12    |  |
| 12.                           | "Devil's Child" (Gravado ao vivo no Mid-South Coliseum, Memphis, Tennessee; 12 de dezembro de 1982) | 5:02    |  |

| Faixas Bônus (30th Anniversary, 2012) | |         |  |
| N.º                                   | Título | Duração |  |
| 11.                                   | "Electric Eye" (Gravado ao vivo no San Antonio Civic Center, San Antonio, 10 de setembro de 1982)                    | 4:25    |  |
| 12.                                   | "Riding on the Wind" (Gravado ao vivo no San Antonio Civic Center, San Antonio, 10 de setembro de 1982)              | 3:10    |  |
| 13.                                   | "You've Got Another Thing Comin'" (Gravado ao vivo no San Antonio Civic Center, San Antonio, 10 de setembro de 1982) | 7:18    |  |
| 14.                                   | "Screaming for Vengeance" (Gravado ao vivo no San Antonio Civic Center, San Antonio, 10 de setembro de 1982)         | 4:45    |  |
| 15.                                   | "Devil's Child" (Gravado ao vivo no Mid-South Coliseum, Memphis, Tennessee; 12 de dezembro de 1982)                  | 5:02    |  |
| 16.                                   | "Prisoner of Your Eyes" (Gravado durante as sessões do disco Turbo, 1985)                                            | 7:12    |  |

## Formação
- Rob Halford: Vocais
- Glenn Tipton: Guitarras
- K. K. Downing: Guitarras
- Ian Hill: Baixo
- Dave Holland: Bateria

## Posições nas paradas musicais
| País - Parada Musical (1982)   | Melhor posição |
| ------------------------------ | -------------- |
| Estados Unidos - Billboard 200 | 17             |
| Noruega - VG-lista             | 26             |
| Reino Unido - UK Albums Chart  | 11             |
| Suécia - Sverigetopplistan     | 14             |